# نیکولاوس فون فالکنهورست
پاول نیکولاوس فون فالکنهورست (به آلمانی: Paul Nikolaus von Falkenhorst) (۱۷ ژانویه ۱۸۸۵ - ۱۸ ژوئن ۱۹۶۸) نظامی بلندپایه آلمان در دوره رایش سوم بود.
در جریان جنگ جهانی دوم، فالکنهورست عملیات وزرئوبونگ برای تهاجم به دانمارک و نروژ را طرح‌ریزی و با موفقیت تمام اجرا کرد. او فرماندار نظامی نروژ از جانب ورماخت بین سال‌های ۱۹۴۰ تا ۱۹۴۴ بود. نیروهای او در عملیات بارباروسا، تهاجم به شوروی در سال ۱۹۴۱ مشارکت داشتند و مامور به تصرف بندر مورمانسک در شمال دور بودند که البته موفق به آن نشدند.
فالکنهورست پس از جنگ سال ۱۹۴۶ در در دادگاه مشترک بریتانیایی و نروژی محاکمه و در دادگاه بدوی به اتهام جنایت جنگی و دستور به اعدام کماندوهای دستگیر شده و مخالفان، به مرگ محکوم شد. این حکم در دادگاه تجدید نظر با کمک سون هدین  به دلیل شفاعت وی نزد هیلتر برای نجات جان ده نفر از مخالفان عضو مقاومت نروژ به ۲۰ سال زندان کاهش یافت. فالکنهورست به دلیل مشکلات جسمی سال ۱۹۵۳ از زندان آزاد شد و سال ۱۹۶۸ در دوران بازنشستگی درگذشت. 

## سال‌های اولیه
روز ۱۷ ژانویه سال ۱۸۸۵ با نام اصلی نیکولاوس فون یاسْتْشِمبْسْکی در خاندانی اشرافی با سابقه بلند نظامی‌گری در برسلاو در سیلزی زاده شد. بعدها نام خانوادگی غیر آلمانی خود را به «فون فالکنهورست» (به معنای آشیانه مرتفع شاهین) تغییر داد. پس از مدتی تحصیل در دانشکده‌های نظامی، سال ۱۹۰۳ به عنوان افسر جز دانشجو به نیروی زمینی امپراتوری آلمان پیوست. سال بعد با درجه ستوان دوم در هنگ ۷ گرنادیر به سلک افسران درآمد. سال ۱۹۱۴ به درجه سروان ترفیع گرفت، وارد ستاد کل شد و در طول جنگ جهانی اول در جایگاه‌های ستادی مختلف خدمت کرد. در پایان جنگ افسر عملیات‌های لشکر اوست‌زی در فنلاند بود.

## رایشسور
فالکنهورست پس از جنگ به عنوان فرایکور تا اوایل سال ۱۹۲۰ در فنلاند ماند. پس از بازگشت به آلمان به رایشس‌هیر ملحق شد و تا سال ۱۹۲۵ در بخش عملیات‌های وزارت دفاع بود. بین سال‌های ۱۹۳۳ تا ۱۹۳۵ فرستاده نظامی آلمان در چکسلواکی، یوگسلاوی و رومانی بود. سپس رئیس ستاد گروه ارتش ۳ در درسدن شد.

## ورماخت
فالکنهورست با طی مدارج پیشرفت سال ۱۹۳۶ به عنوان نخستین فرمانده لشکر سی و دوم پیاده‌نظام در کوسلین در پومرانی و سال ۱۹۳۹ به عنوان فرمانده سپاه تازه‌تشکیل‌شده ۲۱ در آلنشتاین در پروس شرقی منصوب گشت.

### جنگ جهانی دوم
ترفیع درجات:
- ۲۴ آوریل ۱۹۰۴: ستوان دوم
- ۱۸ آوریل ۱۹۱۳: ستوان یکم
- ۲۴ دسامبر ۱۹۱۴: سروان
- ۱ فوریه ۱۹۲۵: سرگرد
- ۱ ژانویه ۱۹۳۰: سرهنگ دوم
- ۱ اکتبر ۱۹۳۲: سرهنگ
- ۱ اوت ۱۹۳۵: سرتیپ
- ۱ اوت ۱۹۳۷: سرلشکر
- ۱ اکتبر ۱۹۳۹: سپهبد (ژنرال نیروهای زرهی)
- ۱۹ ژوئیه ۱۹۴۰: ارتشبد

در پی آغاز جنگ جهانی دوم در ماه سپتامبر سال ۱۹۳۹، سپاه ۲۱ فالکنهورست نقش مهمی در تسخیر لهستان داشت.

#### تهاجم به دانمارک و نروژ

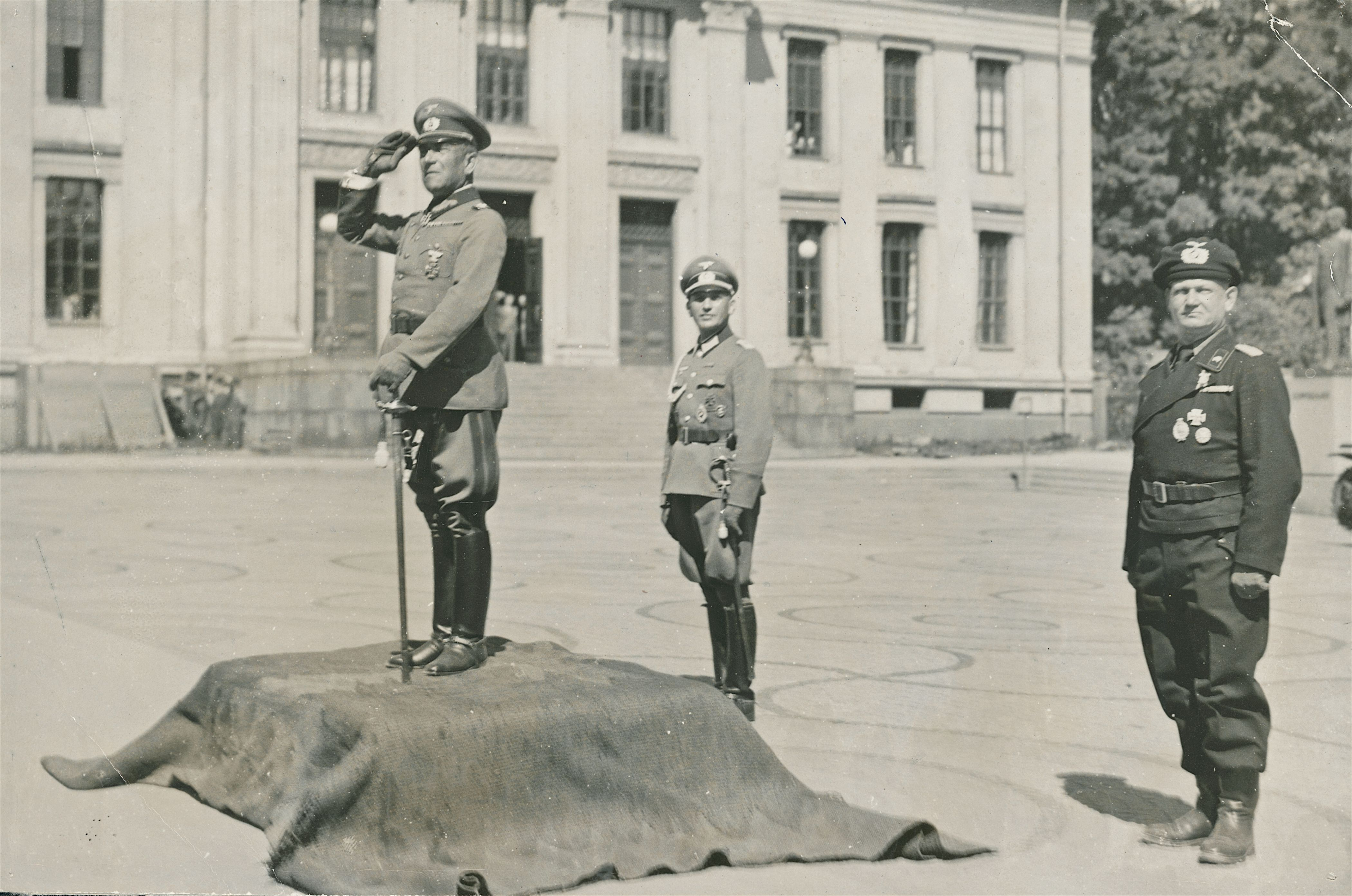
در حال سان دیدن از رژه نیروهای آلمانی در اسلو پس از سلطه بر این شهر، ۱۹ ژوئن ۱۹۴۰

سپهبد فالکنهورست در ناحیه تری‌یر در حال آماده‌سازی نیروهای خود برای تهاجم به بلژیک و فرانسه بود که ماه فوریه سال ۱۹۴۰ به برلین فراخوانده شد. فالکنهورست برای نخستین بار روز ۲۱ فوریه با آدولف هیتلر، پیشوای آلمان در ساختمان صدارت عظما دیدار کرد. او از جانب فرماندهی عالی به هدایت عملیات وزرئوبونگ برای تهاجم به دانمارک و نروژ منصوب گردید. سابقه خدمت در فنلاند عامل تاثیرگذاری در این انتخاب بود. بدین منظور پنج لشکر پیاده‌نظام در اختیار فالکنهورست گذاشته شد. تصمیم گرفت با هر یک از این لشکرها به یک شهر عمده در نروژ حمله کند که شامل اسلو، استاوانگر، برگن، تروندهایم و نارویک بود. طرح او شباهت زیادی به طرح فرماندهی عالی ورماخت داشت و مورد تایید قرار گرفت. فالکنهورست موظف شد با همان قرارگاه پیشین خود که از روز ۱ مارس «گروه ۲۱» نامیده شد، به سرعت جزئیات طرح را آماده کند. این عملیات بدون دخالت فرماندهی عالی نیروی زمینی آلمان، مستقیما در همکاری با فرماندهی عالی ورماخت انجام می‌شد. هنگامی که فالکنهورست درخواست دو لشکر کوهستان کرد هیتلر بدون مشورت با فرماندهی عالی نیروی زمینی، آن را تایید کرد. با وجود این که وزرئوبونگ گونه‌ای عملیات مشترک به حساب می‌آمد، فالکنهورست در عمل تنها یگان‌های زمینی را فرماندهی می‌کرد و نیروهای هوایی و دریایی زیر نظر سازمان متناظر خود در لوفت‌وافه و کریگس‌مارینه بودند. به هر صورت فالکنهورست تنها در ظاهر قوای دیگر را نیز هدایت می‌کرد تا نخستین فرمانده یک عملیات مشترک در تاریخ آلمان باشد.
تهاجم به دانمارک و نروژ از روز ۹ آوریل سال ۱۹۴۰ آغاز شد. فالکنهورست تمامی اهداف اصلی را تا روز بعد تسخیر کرد. با این حال مقاومت نروژی‌ها بیش از آن‌چه بود که تصور می‌شد. از این رو فالکنهورست با احتیاط پیش رفت. پس از برقراری قرارگاه عملیات در اسلو، از روزهای ۱۲ و ۱۳ آوریل حرکت به سمت جنوب شرقی، غرب و شمال غربی برای اتصال سر ساحل‌ها را آغاز نمود. در این حین بریتانیایی‌ها روز ۱۳ آرویل به شناورهای دریایی آلمان در نارویک حمله کردند. نیروهای بریتانیایی و فرانسوی روز بعد در نزدیکی نارویک و نامسوس و سه روز پس از آن در اوندالسنس پیاده شدند. فالکنهورست با وجود دست به گریبان بودن با مشکلات شدید تدارکاتی حاصل شرایط جغرافیایی، بدون دستپاچگی هر سه سر ساحل متفقین را یکی پس از دیگری از بین برد. او روز ۲ مه بر اوندالسنس و روز بعد بر نامسوس مسلط شد. متفقین روز ۸ ژوئن بدون درگیری خود ناوریک را تخلیه کردند. روز بعد باقی مانده قوای نروژی تسلیم شدند تا نیروهای فالکنهورست بر سراسر این کشور مسلط شوند. بدین ترتیب، فالکنهورست روز ۱۹ ژوئیه سال ۱۹۴۰، همزمان با مراسم ترفیع چندین فرمانده دیگر مشارکت‌کننده در تسخیر فرانسه، به درجه ارتشبد نائل آمد.
فالکنهورست روز ۲۵ ژوئیه سال ۱۹۴۰ از طرف هیتلر به عنوان فرماندار نظامی ورماخت در نروژ برگزیده شد. هنگام استقرار در نروژ رابطه خوبی با اوبرگروپن‌فورر یوزف تربوون، رایشس‌کومیسار آلمانی این کشور، نداشت که موجب اصطکاک بین حاکمیت غیرنظامی و نظامی در آن می‌شد. فالکنهورست با بدرفتاری و سخت‌گیری با مردم نروژ مخالف بود و تمام تلاش خود را در جلوگیری از آن می‌کرد. از این رو، با وجود این که فرمانده یک نیروی اشغال‌گر بود، تا حدودی در میان مردم این کشور محبوبیت و احترام داشت. برخلاف زندگی مجلل و امنیتی تربوون، فالکنهورست زندگی ساده‌ای داشت و در همراهی تنها راننده و آجودان خود به نقاط مختلف می‌رفت. او نگرانی از اقدام به ترور خود نداشت و البته چنین اتفاقی هیچگاه نیفتاد.
فالکنهورست برای دفاع از سواحل نروژ در مقابل تهاجم احتمالی متفقین حدود ۲۰۰٬۰۰۰ نفر نیرو و بیش از ۲۰۰ آتشبار دفاع ساحلی داشت. مقدار اندکی ادوات زرهی نیز به او اختصاص یافت. گروه ۲۱ روز ۱۹ دسامبر سال ۱۹۴۰ ارتقا پذیرفت و ارتش نروژ ورماخت نامیده شد.

#### تهاجم به مورمانسک

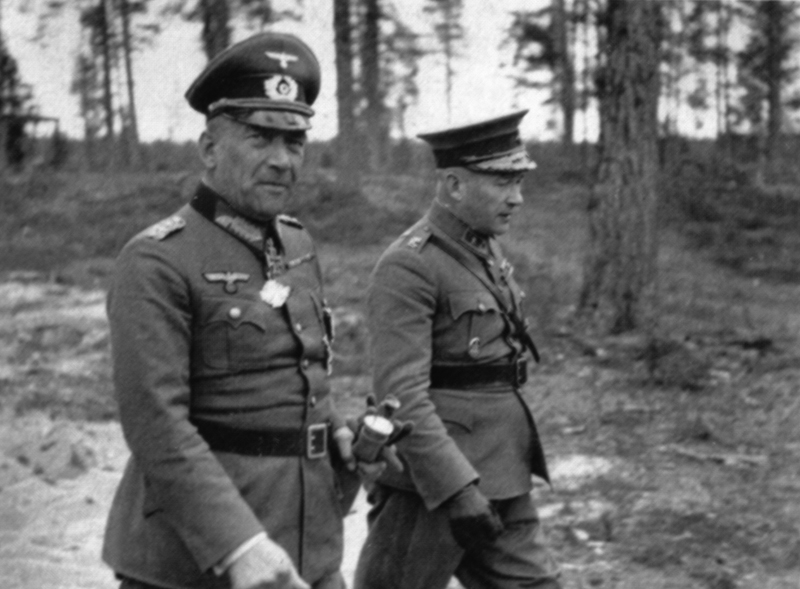
در کنار سرلشکر یالمار سیلاسوو، فرمانده سپاه ۳ فنلاند

فالکنهورست در عملیات بارباروسا، تهاجم به شوروی، مشارکت داشت و مامور به تسخیر  بندر مورمانسک در شمال دور و قطع مسیر کمک‌رسانی متفقین به شوروی بود. البته وظیفه اصلی او همچنان دفاع از نروژ باقی ماند.  حرکت به سمت مورمانسک موسوم به عملیات پلاتین‌فوکس، از روز ۲۹ ژوئن سال ۱۹۴۱، یک هفته پس از عملیات بارباروسا، آغاز شد. ارتش نروژ ورماخت در این عملیات سه سپاه ۳ فنلاند، کوهستان نروژ ورماخت و ۳۶ را با مجموع توان حدود ۶۸٬۰۰۰ نفر تحت امر خود داشت. هفت لشکر و چندین یگان کوچک‌تر با مجموع توان ۱۵۰٬۰۰۰ نفر برای حفاظت از نروژ پشت سر باقی گذاشته شدند. به فرمان اکید هیتلر دفاع نروژ نمی‌بایست تضعیف می‌شد. به هر صورت بزرگ‌ترین مشکل فالکنهورست در پیشروی به سمت مورمانسک جغرافیای بسیار دشوار منطقه، ترکیبی از جنگل‌های تندرا و اراضی سنگ‌لاخی و صخره‌ای با صدها دریاچه در میان آن، بود. این منطقه تقریبا هیچ جاده و راه‌آهنی نداشت و مشکلات عمده تدارکاتی برای آلمانی‌ها ایجاد می‌کرد. بدین ترتیب در مواجهه با مقاومت شدید دشمن، نیروهای فالکنهورست  تا پایان ماه ژوئیه تنها ۲۰ کیلو پیشروی کردند. او هر آن چه از دستش برمی‌آمد برای ادامه پیشروی انجام داد اما تا میانه ماه سپتامبر وضعیت تدارکات به حالت بهرانی رسید. زیردریایی‌های بریتانیایی در مسیر تدارکات‌رسانی دریایی از طرق اقیانوس منجمد شمالی، چندین شناور آلمانی را غرق کردند. از این زمان ضدحملات مکرر شوروی شروع شد. فالکنهورست چاره‌ای جز گرفتن حالت دفاعی و عقب‌نشینی تا مواضع زمستانی نداشت.

#### ادامه فعالیت در نروژ
روز ۷ نوامبر سال ۱۹۴۱ بیشتر نیروهای فالکنهورست در فنلاند به ارتش جدید لاپلند ورماخت به فرماندهی سپهبد ادوارد دیتل، سپرده شدند. فالکنهورست به عنوان فرمانده ارتش نروژ ورماخت مسئول تدارکات‌رسانی به دیتل بود. سال ۱۹۴۳ به دستور فرماندهی عالی آماده تهاجم به سوئد شد که البته در نهایت لغو گردید. به هر صورت خود اساسا مخالف چنین تهاجمی بود.
در جریان جنگ لاپلند نیروهای آلمانی مستقر در فنلاند، هم‌اکنون با نام ارتش بیستم، از ماه سپامبر سال ۱۹۴۴ شروع به عقب‌نشینی به سمت نروژ کردند. به هر صورت نروژ فضای کافی برای دو فرماندهی در سطح ارتش میدانی نداشت. بدین ترتیب، در تصمیمی حاصل از تنش‌های پیشین او با تربوون، فالکنهورست روز ۱۹ دسامبر سال سال ۱۹۴۴ از مقام خود خلع و نیروهای او جذب ارتش بیستم شدند.

## پس از جنگ
فالکنهورست پس از جنگ سال ۱۹۴۶ در در دادگاه مشترک بریتانیایی و نروژی به اتهام ۹ دریف جنایت محاکمه شد. یکی از عمده اتهامات او اعدام سریع اسرای جنگی و پارتیزن‌ها در کمتر از ۲۴ ساعت پس از اسارت بود. فالکنهورست در دفاع از خود مرگ برخی افراد به دست نیروهای خود را تنها حاصل از تبعیت از دستورهای دریافت‌شده از مقام مافوق دانست. او در ۷ مورد از ۹ اتهام اولیه مجرم شناخته شد. برخلاف سایر محکومان نظامی، از دار زدن او صرف نظر و اعدام با جوخه آتش در نظر گرفته شد.
علت اصلی تبدیل حکم فالکنهورست از اعدام به ۲۰ سال زندان این بود که در سال ۱۹۴۱ دادگاه نظامی آلمان (Reichskriegsgericht) در برلین ده نروژی به اتهام جاسوسی به اعدام محکوم کرد در این زمان سون هدین با استفاده از روابط خود با فالکنهورست در این حکم درخواست تجدید نظر کرد که مورد قبول هیتلر واقع شد و در نتیجه اعدام آنها به ۱۰ اسل کار اجباری تبدیل گشت. زمانیکه فالکنهورست توسط یک دادگاه نظامی مشترک بریتانیا و نروژ به دلیل نقشش در اعدام شتابزده اسیران جنگی بریتانیایی در طول عملیات سال اول به اعدام محکوم شد. هدین در دادگاه به نفع او شهادت داده و به نقش فالکنهورست در تبدیل حکم اعدام این زندانیان از اعدام به زندان در دادگاه اشاره کرد از همین روی حکم اعدام فالکنهورست به ۲۰ سال زندان کاهش یافت. فالکنهورست کمتر از نیمی از این حکم را گذراند و روز ۲۳ ژوئیه سال ۱۹۵۳، ظاهراً به جهت مشکلات سلامتی، آزاد شد.
فالکنهورست در دتمولت سکنی گزدید و دوران بازنشستگی خود را گذراند. ارتشبد نیکولاوس فون فالکنهورست در نهایت روز ۱۸ ژوئن سال ۱۹۶۸ درگذشت.